# Чипинг Кампдън
Чипинг Кампдън (на английски: Chipping Campden) е малък град в община Котсуолд, на графство Глостършър, Англия. Той се отличава със своята образцова елегантна терасовидна улица Хай Стрийт (High Street), датиращ от 14 век до 17 век и с известните 40-декарови градини „Хайдкот“. Население 2066 жители към 2017 г.
През Средновековието е център на търговията с вълна. Днес градът е популярна туристическа дестинация със своите старинни ханове, хотели, специализирани магазини и ресторанти.

## Архитектура
Сградите на главната улица са с цвят на мед, изградени от мек варовик, известен като Котсуолдски камък. В центъра ми се намира сградата Холи с прекрасни арки, изградена през 1627 г.

## Занаяти
Много занаяти са се развивали в този град – обработка на метали, производство на бижута и емайли, ръчно кована мед и ковано желязо, производство на мебели.